# 니케리구

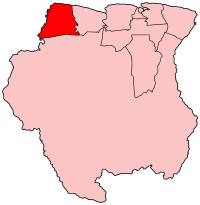
니케리 구의 위치

니케리구(네덜란드어: Nickerie)는 수리남의 구로 행정 중심지는 니우니케리이며 면적은 5,353km2, 인구는 34,233명(2012년 기준), 인구 밀도는 6.4명/km2이다. 북쪽으로는 대서양, 동쪽으로는 코로니 구, 남쪽으로는 시팔리비니 구, 서쪽으로는 가이아나와 접한다. 5개 지방 자치체를 관할한다.